# 谷口千吉
谷口千吉（日语：／ Taniguchi Senkichi，1912年2月19日—2007年10月29日）是日本電影導演，和大導演黑澤明以及知名特攝片導演本多豬四郎是好朋友，電影界常與他們兩人的電影相提並論。

## 生平
東京市府第四中學校（現為東京都立戸山高等學校）畢業之後。進入早稻田大學文學系英文科，在當時結識了千田是也、東野英治郎等演員們進行演藝事業的活動，他們的演藝的思想趨向於社會主義（左翼派），因而遭到了警察的打壓。
1933年加入PCL（東寶前身）成為山本嘉次郎的導演助理。1947年執導『雪山的盡頭』，發掘了三船敏郎，當時受到『電影旬報』的好評。
電影作品偏向於動作片和喜劇片為主，而在當時日本電影界有流傳過這一句話：「藝術電影的黑澤，娛樂電影的谷口」（芸術の黒澤、娯楽の谷口）以表示電影界對他們兩位導演的美名。因為在東寶電影公司工作相當繁忙，因此私生活常常出現問題，曾與編劇家水木洋子和演員若山セツ子維持了短暫的婚姻，1956年執導『亂菊物語』時，和八千草薰展開戀情，並且結婚，一直到2007年去世的時候。1960年代產量逐漸減少。1970年為日本世博會拍攝紀錄片，1975年息影。
2007年10月29日因吸入性肺炎而去世，享年95歳。

## 電影作品
- 雪山的盡頭（1947年）
- ジャコ万と鉄（1949年）
- 拂曉的逃脫（1950年）
- 愛と憎しみの彼方へ（1951年）
- 赤線基地（1953年）
- 潮騷（1954年）
- 裸足春色（1956年）
- 亂菊物語（1956年）
- 黑帶三國志（1956年）
- 最後的逃脫（1957年）
- 國定忠治（1960年）
- 男對男（1960年）
- 紅之海（1961年）
- 紅之空（1962年）
- 山貓作戰（1962年）
- 大盜賊（1963年）
- 獨立機關槍隊未擊中（1963年）
- 馬鹿與鋏（1965年）
- 國際秘密警察 鍵之鍵（1965年）
- 奇巖城的冒險（1965年）
- 國際秘密警察 絕體絕命（1967年）

## 編劇作品
- 靜靜的決鬥（1949年）

## 外部鍵接
- 谷口 千吉（页面存档备份，存于）（日語）